# 장산역 (예천)
장산역(獐山驛)은 경상북도 예천군 감천면 장산리에 있었던 역이다. 현재는 흔적이 거의 남아있지 않으며, 부산 도시철도 2호선의 장산역과는 전혀 관계없는 역이다.

## 연혁
- 1969년 1월 17일 : 내성천 인근 주민들의 민원으로 임시승강장으로 개업[1]
- 1974년 12월 5일 : 폐역[2]

## 참고 문헌
1. ↑  철도청 고시 제82호(1969.1.17)
2. ↑  철도청 고시 제52호(1974.12.5)